# Abraxas pauxilla
Abraxas pauxilla là một loài bướm đêm trong họ Geometridae.